# Syosset
Syosset – miasteczko w Hrabstwie Nassau (stan Nowy Jork (stan), USA. Ludność 18 544 (2000 r.). Syosset leżo obok miasta Oyster Bay.

## Geografia
Według danych Amerykańskiego Urzędu Statystycznego, wioska zajmuje powierzchnię 12,9 km² (5,0 mi²). Całość zajmują lądy.

## Demografia
Spis ludności z 2000 roku, wykazał 18 544 mieszkańców, 6281 gospodarstw domowych i 5307 rodzin. Gęstość zaludnienia wynosiła 1434,8/km² (3719,7/mi²). Podział rasowy: 85,26% Biali, 10,50% Afroamerykanie, 0,04% Rdzenni Amerykanie, 12,66% Azjaci, 0,57% inne rasy i 0,98% z dwóch lub więcej ras. Hiszpanie i Latynosi z różnych ras stanowili 2,92% populacji.
W Syosset podział ze względu na wiek przedstawiał się następująco: 39,6% osób było poniżej 18 roku życia, 5,6% 18 a 24 rokiem życia, 26,3% między 25 a 44, 27,1% między 45 a 64 a 15% mieszkańców miało więcej niż 65 lat. Średni wiek wynosił 41 lat. Na każde 100 kobiet przypadało 96,2 mężczyzn. Na każde 100 kobiet w wieku 18 lat i powyżej przypadało 90,5 mężczyzn.
Średni przychód dla gospodarstwa domowego w wiosce wynosił ok. 98 690 $. Mężczyźni mieli średni przychód 68 255 $, a kobiety średnio 44 229 $. PKB na jednego mieszkańca wynosił 38 537 $. Około 1,6% rodzin i 2,8% populacji żyło poniżej poziomu ubóstwa, wliczając, że 0,8% z nich nie przekroczyło 18 roku życia, a 4,3% przekroczyło wiek 65 lat.